# RhB Te 2/2
Als Te 2/2 werden bei der Rhätischen Bahn elektrisch betriebene Traktoren (Kleinlokomotiven) bezeichnet.

## Te 2/2 Nr. 71 bis 73
Die Rhätische Bahn (RhB) erhielt 1946 drei Maschinen mit den Nummern Te 2/2 71 bis 73, die von der Schweizerischen Lokomotiv- und Maschinenbaufabrik (SLM) in Winterthur gebaut wurden. Für die Furka-Oberalp-Bahn wurde ein Traktor des gleichen Typs abgeliefert, welcher im Jahr 2018 unter der Betriebsnummer 4926 noch betriebsfähig ist und zum Bestand des Verein MGBahn-Historic gehört.
Die Rangiertraktoren besassen eine Leistung von 230 kW (310 PS) und eine Höchstgeschwindigkeit von 30 km/h bei einem Leergewicht von 13 t. Um 2000 waren Nr. 71 in Filisur, Nr. 72 in Davos-Platz und Nr. 73 in Grüsch stationiert. Sie wurden zwischen 2006 und 2008 abgebrochen.

## Te 2/2 Nr. 74 und 75
Für den Gleisbau war es nötig, starke und auch bei rauen Bedingungen zuverlässige Fahrzeuge zu haben. Hinzu kam die Anforderung, dass die Geschwindigkeit der Fahrzeuge im untersten Geschwindigkeitsbereich für Schotterzüge sehr genau geregelt werden musste. Die bisherigen Fahrzeuge mit Schützensteuerung erfüllten diese Anforderung nicht. Die Lösung des Problems bot sich mit der Thyristortechnik an.
Die RhB suchte sich deshalb einen Hersteller, der mit dem Bau von solchen Lokomotiven bereits Erfahrung hatte und fand mit Siemens einen Hersteller, der zusammen mit der Schalker Eisenhütte, im Bau von Bergbaulokomotiven bereits solche Erfahrung hatte.
1969 entstanden so zwei Traktoren, die allerdings deutlich von der ersten Serie abwichen.
Die massive Bauweise brachte den zwei Loks mit den Nummern Te 2/2 74 und 75 den Namen Panzerloks ein.
Die beiden Traktoren waren die ersten Fahrzeuge der RhB mit Thyristorsteuerung. Ihre Leistung betrug ebenfalls 230 kW, die Höchstgeschwindigkeit 50 km/h und das Leergewicht 23 t. Im Oktober 2000 (75) beziehungsweise im Februar 2001 (74) wurden beide Maschinen verschrottet.